# Агбим, Чигози
Чи́гози Агби́м (англ. Chigozie Agbim, род. 28 ноября 1984, Кадуна) — нигерийский футболист, вратарь. Выступал в сборной Нигерии.

## Клубная карьера
Агбим начал свою профессиональную карьеру в Нигерии, подписав профессиональный контракт с клубом «Корт оф Аппил». Год спустя он подписал контракт с «Гомбе Юнайтед», за который выступал на протяжении двух лет.
В 2004 году Агбим подписал контракт с «Аль-Меррейхом», одним из крупнейших клубов Судана. Год спустя он вернулся в Нигерию и подписал контракт с «Варри Вулвз» (НПА).
Своей игрой за эту команду привлёк внимание представителей клуба «Энугу Рейнджерс», в состав которого вошёл в 2006 году. Агбим выступал за эту команду в течение следующих трёх сезонов своей игровой карьеры. В 2009 году он вернулся в «Варри Вулвз», а в 2013 году снова стал игроком клуба «Энугу Рейнджерс», сумма трансфера составила €40 000. В феврале 2014 года вратарь вернулся в «Гомбе Юнайтед». В 2015 году в третий раз в карьере присоединился к клубу «Энугу Рейнджерс».

## Карьера в сборной
11 января 2012 года Агбим был впервые включён в стартовый состав сборной Нигерии тренером Стивеном Кеши в товарищеском матче против сборной Анголы, который завершился нулевой ничьей.
В составе сборной был участником Кубка африканских наций 2013 в ЮАР, где стал победителем турнира, ни разу не выйдя на поле, после чего принял участие в розыгрыше Кубка конфедераций 2013 в Бразилии. Агбим был включён в окончательную заявку на Чемпионат мира по футболу 2014 сборной Нигерии её наставником Стивеном Кеши.
Провёл в составе сборной 16 матчей.